# Snooker Shoot-Out 2023
Le Snooker Shoot-Out 2023 est un tournoi de snooker classé comptant pour la saison 2022-2023. L'épreuve se déroule du 25 janvier 2023 au 28 janvier 2023 à la Morningside Arena de Leicester, en Angleterre. Elle est organisée par la WPBSA et parrainée par la société de paris anglaise BetVictor.

## Déroulement

### Contexte avant le tournoi
Le tournoi fait partie de la BetVictor Snooker Series. Le sponsor décernera un bonus de 150 000 £ au joueur qui amassera le plus de points lors des huit tournois sponsorisés par la société BetVictor.
La règle du temps est toujours présente : chaque match dure au maximum 10 minutes, à l'issue desquelles une sirène retentit. Les joueurs disposent de 15 secondes par coup, puis de 10 secondes au bout de 5 minutes de match. Une fois le chronomètre écoulé, le joueur ayant marqué le plus de points s'impose. En cas d'égalité, ils doivent s'affronter en mort subite sur la bille bleue (à la façon des penalties).
Le tenant du titre est l'Iranien Hossein Vafaei, qui avait remporté son premier tournoi classé l'année passée contre Mark Williams.

### Faits marquants
Reanne Evans est devenue la première femme à remporter un match télévisé dans un tournoi classé, lors de sa victoire face à Stuart Bingham au premier tour.
De très jeunes joueurs de 14 ans, le gallois Riley Powell et le moldave Vladislav Gradinari ont créé la surprise. Powell a battu Kyren Wilson tandis que Gradinari a éliminé Ng On-yee et Victor Sarkis. Le moldave est devenu le plus jeune vainqueur de l'histoire dans un match télévisé d'un tournoi classé, à 14 ans et 3 mois.
Trois anciens champions sont encore en lice au stade des quarts de finale : Michael Holt, Michael White et Dominic Dale. Aucun d'entre eux ne parvient à remporter ce tournoi pour la seconde fois, ce qui n'est jamais arrivé depuis la création de l'épreuve en 2011.
Chris Wakelin remporte son premier tournoi classé en réalisant un break de 119 points en finale, le meilleur du tournoi, lui permettant de triompher du jeune belge de 19 ans Julien Leclercq.

## Dotation
La répartition des prix est la suivante :
- Vainqueur : 50 000 £
- Finaliste : 20 000 £
- Demi-finalistes : 8 000 £
- Quart de finalistes : 4 000 £
- 8es de finalistes : 2 000 £
- 16es de finalistes : 1 000 £
- 32es de finalistes : 500 £
- 1er tour : 250 £
- Meilleur break : 5 000 £

Dotation totale : 171 000 £

## Tableau

### 1ertour
25 janvier – Session de l'après-midi
| - Hossein Vafaei 9–33 Shaun Murphy - Vlasislav Gradinari 40–1 Ng On-yee - Jamie O'Neill 55–2 Ryan Thomerson - Liam Graham 21–43 Cao Yupeng - Ian Martin 23–42 Thepchaiya Un-Nooh - Luke Simmonds 21–45 Sam Craigie - Robbie McGuigan 52–3 Hammad Miah - James Cahill 15–50 Jordan Brown | - Joe Perry 85–0 Luca Brecel - Lukas Kleckers 52–1 Rod Lawler - Joe O'Connor 20–28 Dylan Emery - Barry Pinches 16–12 Michael Judge - Anthony Hamilton 21–34 Ben Mertens - Andy Hicks 4–60 Rory McLeod - Jack Borwick 11–50 Ali Carter - Mark Williams 98–0 Craig Steadman |

25 janvier – Session du soir
| - Jack Lisowski 36–29 Mark Allen - Martin Gould 75–20 Jamie Clarke - Alexander Ursenbacher 27–20 Aaron Hill - Robbie Williams 87–0 Mink Nutcharut - Mark Joyce 14–18 Victor Sarkis - Robert Milkins 47–14 Andy Lee - Sean O'Sullivan 13–26 Dean Young - Andrew Pagett 20–40 Ashley Hugill | - Stephen Maguire 9–33 Ken Doherty - Jamie Jones 70–16 Jenson Kendrick - Ben Woollaston 64–1 Sanderson Lam - Muhammad Asif 21–42 Gerard Greene - Louis Heathcote 66–8 Oliver Lines - Jimmy White 7–44 Adam Duffy - Peng Yisong 1–65 Daniel Wells - Barry Hawkins 1–37 Jackson Page |

26 janvier – Session de l'après-midi
| - Riley Powell 41–31 Kyren Wilson - Andres Petrov 4–113 Noppon Saengkham - Zak Surety 24–71 Fergal O'Brien - Fan Zhengyi 68–21 Ding Junhui - Michael Georgiou 75–1 Tian Pengfei - Matthew Stevens 49–49* Dominic Dale - John Astley 36–32 Pang Junxu - Peter Lines 13–34 Julien Leclercq | - David Grace 37–11 Lyu Haotian - Mark King 17–29 Jak Jones - Lei Peifan 0–116 Michael Holt - Yuan Sijun 60–43 Rebecca Kenna - Zhang Anda 29–46 Callum Beresford - Duane Jones 46–78 Zhou Yuelong - Dechawat Poomjaeng 33–14 Si Jiahui - Jimmy Robertson 56–1 Ryan Day |

26 janvier – Session du soir
| - Mark Davis 22–20 Mark Selby - Alfie Burden 73–0 Ian Burns - Liam Highfield 61–1 Florian Nüßle - Michael White 72–1 Mitchell Mann - David Lilley 32–16 Oliver Brown - Asjad Iqbal 35–30 David Gilbert - Stuart Bingham 8–60 Reanne Evans - Ricky Walden 1–90 Gary Wilson | - Steven Hallworth 38–18 Stuart Carrington - Xiao Guodong 106–1 Anton Kazakov - Eliott Slessor 43–42 Allan Taylor - Farakh Ajaib 25–25* Chris Wakelin - Xu Si 73–0 Matthew Selt - Ross Muir 48–10 Wu Yize - Himanshu Dinesh Jain 25–61 Tom Ford - Mohamed Ibrahim 14–51 Haydon Pinhey |

### 32esde finale
27 janvier – Session de l'après-midi
| - Shaun Murphy 7–89 Mark Davis - David Grace 50–46 Ashley Hugill - Barry Pinches 22–42 Cao Yupeng - Joe Perry 30–16 Jamie Jones - Ken Doherty 0–76 Dominic Dale - Asjad Iqbal 73–33 Jimmy Robertson - David Lilley 67–7 Elliot Slessor - Jak Jones 54–32 Michael Georgiou | - Robert Milkins 4–83 Alexander Ursenbacher - Julien Leclercq 93–5 Haydon Pinhey - Chris Wakelin 49–7 Alfie Burden - Ben Mertens 52–55 Fan Zhengyi - Zhou Yuelong 52–31 Robbie Williams - Jackson Page 32–69 Fergal O'Brien - Gerard Greene 37–55 Ali Carter - Michael Holt 16–13 Robbie McGuigan |

27 janvier – Session du soir
| - Daniel Wells 38–2 Riley Powell - Vladislav Gradinari 42–20 Victor Sarkis - Ben Woollaston 13–9 Rory McLeod - Sam Craigie 17–87 Lukas Kleckers - Thepchaiya Un-Nooh 40–62 Dechawat Poomjaeng - Jordan Brown 0–68 Yuan Sijun - Gary Wilson 83–4 Reanne Evans - Ross Muir 22–29 Tom Ford | - Mark Williams 45–41 Dean Young - Jamie O'Neill 12–44 Martin Gould - John Astley 7–53 Dylan Emery - Steven Hallworth 23–65 Noppon Saengkham - Liam Highfield 57–35 Louis Heathcote - Michael White 39–7 Callum Beresford - Xu Si 46–30 Xiao Guodong - Jack Lisowski 53–7 Adam Duffy |

### 16esde finale
28 janvier – Session de l'après-midi
| - Cao Yupeng 0–129 Allister Carter - Fergal O'Brien 21–39 Julien Leclercq - Tom Ford 91–28 Vladislav Gradinari - Dominic Dale 63–30 Asjad Iqbal - Fan Zhengyi 0–126 Michael Holt - David Grace 49–5 David Lilley - Daniel Wells 32–19 Ben Woollaston - Michael White 56–31 Alexander Ursenbacher | - Joe Perry 14–33 Chris Wakelin - Jak Jones 28–8 Xu Si - Lukas Kleckers 27–35 Yuan Sijun - Zhou Yuelong 74–26 Gary Wilson - Dylan Emery 0–120 Noppon Saengkham - Liam Highfield 80–0 Martin Gould - Mark Davis 22–62 Jack Lisowski - Mark Williams 12–53 Dechawat Poomjaeng |

### 8esde finale
28 janvier – Session du soir
| - Tom Ford 20–14 Allister Carter - Yuan Sijun 47–53 Julien Leclercq - Dominic Dale 72–0 Zhou Yuelong - Michael White 50–9 David Grace | - Chris Wakelin 38–35 Jak Jones - Noppon Saengkham 36–50 Daniel Wells - Michael Holt 47–38 Jack Lisowski - Liam Highfield 79– 3 Dechawat Poomjaeng |

### Quarts de finale
28 janvier – Session du soir
| - Daniel Wells 57–16 Tom Ford - Liam Highfield 32–75 Dominic Dale | - Michael Holt 23–30 Julien Leclercq - Chris Wakelin 42–22 Michael White |

### Demi-finales
28 janvier – Session du soir
- Daniel Wells 23–46  Chris Wakelin
- Dominic Dale 8–98  Julien Leclercq

### Finale
28 janvier – Session du soir (Arbitre :  Kevin Dabrowski)
- Chris Wakelin 119–0  Julien Leclercq

## Centuries
- 119  Chris Wakelin
- 117  Ali Carter
- 116  Michael Holt
- 106  Xiao Guodong